# 1976年モントリオールオリンピックの北朝鮮選手団
1976年モントリオールオリンピックの北朝鮮選手団（1976ねんモントリオールオリンピックのきたちょうせんせんしゅだん）は、1976年7月17日から8月1日にかけてカナダのモントリオールで開催された1976年モントリオールオリンピックの北朝鮮選手団、およびその競技結果。

## 概要
今大会は金メダル1個、銀メダル1個、合計2個のメダルを獲得した。

## メダル
| メダル | 選手名         | 競技       | 種目               |
| ------ | -------------- | ---------- | ------------------ |
| 金     | グ・ヨンジョ   | ボクシング | 男子バンタム級     |
| 銀     | リ・ビヨンウク | ボクシング | 男子ライトフライ級 |